# Opononi

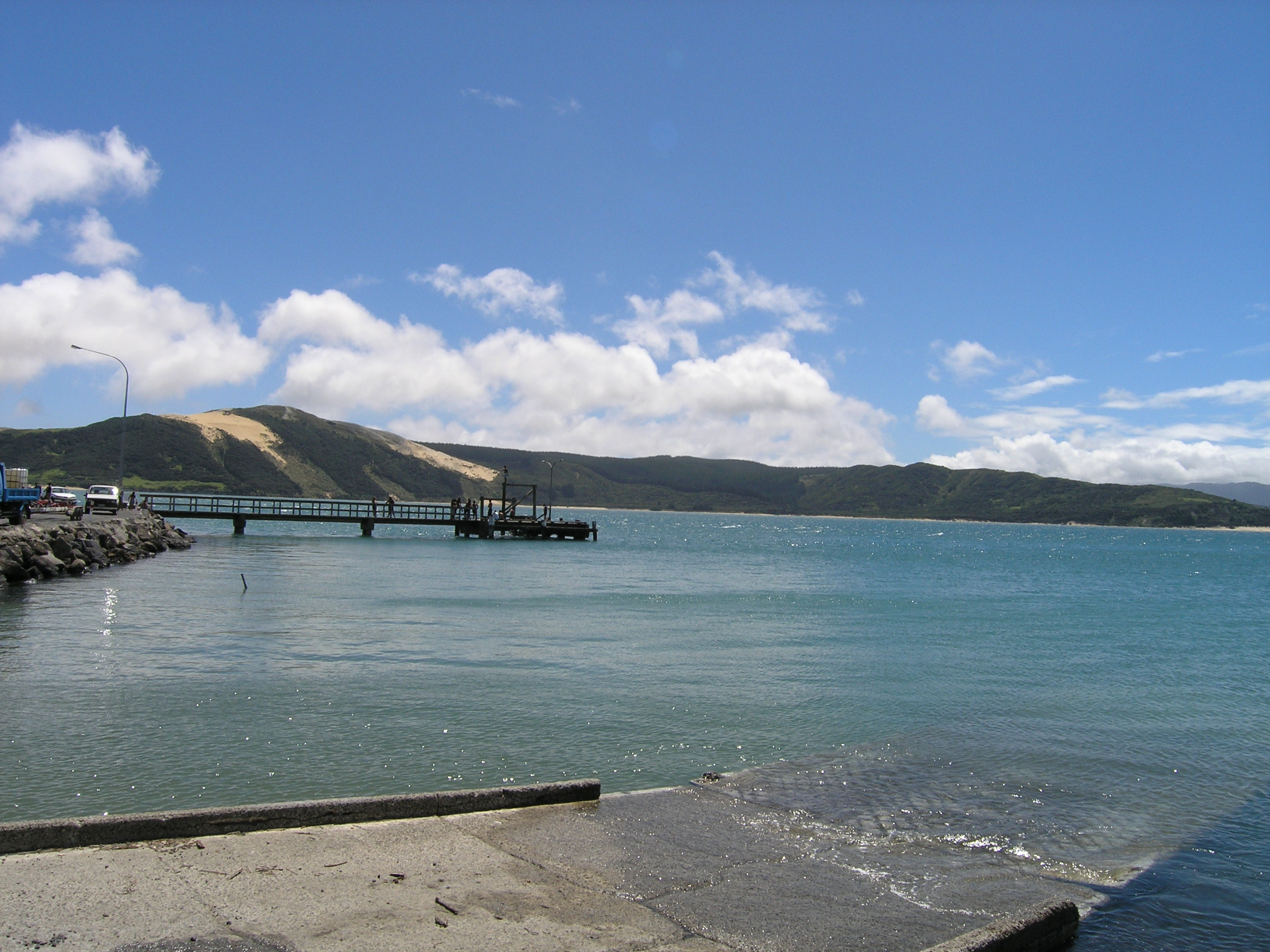
Quai d’Opononi

Initialement dénommée Pakia,  Opononi et Omapere  sont  deux villages très proches, situés sur la berge sud du mouillage  d’Hokianga dans la région du Northland, dans l’Île du Nord de la Nouvelle-Zélande .

## Situation
La route State Highways 12/S H 12 (en) passe à travers les villages d’Opononi et Omapere.

## Population
Les populations combinées de Opononi et d’Omapere étaient de 477 habitants lors du recensement de 2006 en Nouvelle-Zélande, en diminution de 117 résidents par rapport à 2001.

## Histoire
L’installation des premiers Européens dans la zone d’Omapere fut celle de John Martin, qui  arriva dans le mouillage d’Hokianga en 1827. 
En 1832, Martin acheta des terres dans cette zone plate, le long de la plage d’Omapere.
En 1838, Martin étendit ses terres par l’achat de la pointe sud de Hokianga Harbour, où il établit un signal pour guider les bateaux traversant l’entrée du port. La station d’émission du signal resta en fonction jusqu'en 1951.
En 1869, une licence pour exploiter le bois fut accordée à Charles Bryers à Omapere.
Au milieu des années 1870, une licence pour la vente d’alcool fut donnée à l’établissement nommé le Heads. Ce dernier devint le Travellers Rest. 
En 1876, la ferme de John Martin était devenue le centre-ville de la localité de Pakia.
Elle comportait un hôtel, deux magasins, plusieurs maisons et une école.
Le nom d’Omapere commença à être utilisé plus fréquemment et devint Omapere avec l’accord des résidents en 1874.
En 1855, John Webster, qui était arrivé en Nouvelle-Zélande en 1841, acheta 700 acres de terres brutes à Opononi et y établit son domicile avec une ferme pastorale, qu’il développa à plusieurs reprises avec un espace de présentation, d’entraînement, contre des royalties. Il acheta aussi un quai, un magasin de gomme de kauri et un magasin de vente au détail.
En 1894, Webster mit en vente la maison et la ferme, le magasin et l’entrepôt de gum store, qui furent acquis par Alfred Sprye Andrewes, qui plus tard convertit l’entrepôt de gomme en un hôtel à deux étages.
Le bureau des Poste et Téléphone d’Opononi fut ouvert en 1892 et fonctionna jusqu’en 1989.
La route entre Opononi et Omapere fut développée dans le milieu des années 1930, conduisant à la pause d’un revêtement, mais en 1959, un incendie détruisit l’hôtel et le magasin d’Opononi.
Opononi devint fameux à travers toute la Nouvelle-Zélande à l’été 1955 et 1956 du fait des exploits du dauphin appelé Opo le dauphin (en) .

## Éducation
La première école fut la Pakia Native School, qui ouvrit en 1874 sous l’effet du Native School Act. En 1912, l’école fut renommée école d’Omapere.
Opononi n’avait pas d’école propre et les enfants allaient soit à l’école de Pakia/Omapere, ou après son ouverture en 1909, à l’école de  Pakanae scholl. 
En 1974, l’école nouvellement construite de Opononi Area School remplaça les deux écoles.
- L’école Opononi Area School est une école mixte, composite, allant des années 1 à 15, avec un taux de décile de 2 et un effectif de 205 élèves [3].